# Zendal
Zendal es un grupo empresarial español dedicado al sector biofarmacéutico de proyección internacional, líder en la fabricación de productos veterinarios. Está ubicada en Porriño, provincia de Pontevedra.
El presidente del grupo es Pedro Fernández Puentes. El director general es Andrés Fernández Álvarez-Santullano y el consejero delegado Esteban Rodríguez.

## Estructura

### Plantas de fabricación
El grupo dispone de cinco plantas de fabricación de vacunas, dos de ellas situadas en Porriño, otra en Paredes de Coura (Portugal), otra en Cataluña y otra en León.

### Centros de investigación
La empresa cuenta con centros de investigación en Porriño y Tres Cantos (Probisearch).

### Empresas del grupo
- CZ Vaccines, desarrollo, fabricación y comercialización de productos biológicos y vacunas para salud animal.

- Biofabri, dedicada al desarrollo y fabricación de vacunas humanas y CMO biotecnológico.

- Petia, desarrolla productos y servicios para veterinarios y profesionales de salud animal.

- Vetia es un laboratorio veterinario dedicado a la distribución de vacunas y productos farmacológicos veterinarios.

- Probisearch es una spin-off de la Universidad Complutense de Madrid, dedicada a la identificación y selección de cepas bacterianas para probióticos y estudios clínicos.

- Zinereo Pharma desarrolla y fabrica probióticos y medicamentos farmacéuticos.

## Historia
Zendal, nació de la venta de su filial Cooper-Zeltia por parte de Zeltia en 1993, originalmente tomando el nombre de CZ Veterinaria. En 1952 Zeltia esta empresa establece relaciones científicas y comerciales con Imperial Chemical Industries (ICI) y con Cooper McDougall y Robertson Limited, creando cuatro divisiones: médica, agroquímica, insecticidas y veterinaria. En el año 1964 estas cuatro divisiones se convierten en tres nuevas compañías: Zeltia Agraria, ICI Zeltia y Cooper Zeltia, bajo la dirección y gestión de Zeltia.
Tras la escisión de Cooper-Zeltia, en 1991 se constituye Cooper-Zeltia Veterinaria, dedicándose en exclusividad a la fabricación de especialidades veterinarias.
El 1 de diciembre de 1993 Zeltia S.A. vende Cooper-Zeltia Veterinaria (CZV) a sus actuales propietarios, los hermanos Fernández Puentes, hijos de Antonio Fernández López, uno de los cuatro hermanos Fernández López, creadores de la Zeltia primigenia y de una multitud de otras empresas. De la misma manera la nueva empresa recibe de la anterior compañía todos sus activos y pasivos, así como la estructura técnico-científica y el personal de la misma.
En el año 2008 CZ Veterinaria crea su filial Biofabri, una compañía biofarmacéutica que nace con el objetivo de desarrollar y fabricar vacunas de uso humano. En el año 2009 CZ Veterinaria adquiere las instalaciones de AstraZeneca para su filial Biofabri. De esta forma se cierra un ciclo que se había iniciado en el año 1989, cuando la empresa ICI adquiere la totalidad de la compañía ICI-Zeltia, creada en el año 1964, creándose ICI-Farma, que en el año 1994 pasa a denominarse Zeneca-Farma (a causa de la segregación de los negocios farmacéuticos de ICI-Farma). Finalmente en 1999 Zeneca-Farma se fusiona con Astra y nace AstraZeneca, cuyas instalaciones serán finalmente adquiridas por CZ Veterinaria de nuevo.
En diciembre de 2016 Biofabri adquirió la empresa Probioserch, perteneciente a la Universidad Complutense de Madrid, que trabaja en la identificación y selección de cepas bacterianas para la fabricación de probióticos.
En 2017  Biofabri adquiere la startup biotecnológica Bialactis Biotech, dedicada a la producción y comercialización de productos probióticos para el consumo humano.
En el año 2018 la empresa matriz, hasta entonces CZ Veterinaria, pasó a denominarse Zendal, en honor a la enfermera gallega Isabel Zendal Gómez, la primera que participó en una misión sanitaria internacional.
En el año 2019 escindió la compañía Biofabri, su filial dedicada a la salud humana, creando Zinereo Pharma, que se centrará en probióticos y medicamentos farmacéuticos.
En el año 2021 comenzó la construcción de una nueva planta de envasado y producción de vacunas humanas en Paredes de Coura, Portugal. 
En junio de 2021 adquirió Laboratorios Ovejero, planta leonesa especializada en salud animal.

## CZ Vaccines
CZ Vaccines  es actualmente una compañía biofarmacéutica de proyección internacional, líder en la fabricación de productos veterinarios. CZ Vaccines está dotada de tecnología, sistemas de producción e instalaciones que la capacita para fabricar especialidades biológicas y farmacológicas de última generación.
Además de los productos propios, CZ Vaccines fábrica productos para otros laboratorios multinacionales.

### Ubicación
CZ Vaccines está ubicada en Porriño (Pontevedra). La plantilla es de 130 personas en su mayoría profesionales de alta cualificación técnica.
Las instalaciones ocupan un área de 26.000 m² con 10.000 m² edificados donde se ubican las instalaciones productivas, laboratorios de biotecnología, oficinas y almacenes. Una gran parte de estas instalaciones son las originales de la primera ubicación de Zeltia.

### Vacuna contra COVID-19
En el año 2020 la CZ Vaccines trabaja en el desarrollo de la primera vacuna española contra COVID-19, siendo responsable de la fabricación de los lotes clínicos de la vacuna MVA-COVID-19(S) desarrollado por el Grupo de poxvirus y vacunas del Centro Nacional de Biotecnología liderada por el equipo del doctor Mariano Esteban.

## Biofabri
Biofabri es una compañía biofarmacéutica que nace en el año 2008 como una división de CZ Veterinaria destinada a la investigación, desarrollo y  fabricación de vacunas de uso humano.

### Vacuna contra la tuberculosis
Actualmente está en proceso de producción de una nueva vacuna contra la tuberculosis, en colaboración con la Universidad de Zaragoza, cuya salida al mercado está prevista para el año 2016. Esta vacuna, denominada MTBVAC, es la primera vacuna con el bacilo atenuado de tuberculosis humano, siendo más eficaz y generando una inmunidad mucho más duradera que la que comúnmente se usa, BCG, la cual data de 1921.  En abril del año 2020 esta vacuna había completado con éxito los ensayos clínicos en fase II en humanos.

### Vacuna contra COVID-19
En el año 2020 Biofabri trabaja en una vacuna de ADN frente al coronavirus SASRS-Cov-2 a cargo del equipo del doctor Vicente Larraga.
En septiembre de 2020 Zendal anunció que Biofabri se encargaría de la producción del antígeno de la vacuna NVX‑CoV2373 de la farmacéutica norteamericana Novavax.